# 水の週間
水の週間（みずのしゅうかん）とは、日本で、水資源の有限性、水の貴重さ及び水資源開発の重要性について国民の関心を高め、理解を深めるための週間である。
1977年（昭和52年）5月31日の閣議了解により水の日と合わせて定められた。毎年8月1日 - 8月7日。これは年間を通じて水の使用量が多く、水について関心が高まる8月の初日からの1週間である。
期間中は、水に関係する啓発行事が開催される。